# Allocosa martinicensis
Espèce
Synonymes
- Tarentula martinicensis Strand, 1910

Allocosa martinicensis est une espèce d'araignées aranéomorphes de la famille des Lycosidae.

## Distribution
Cette espèce est endémique de Martinique.

## Description
La femelle holotype mesure 18 mm.

## Étymologie
Son nom d'espèce, composé de martinic[a] et du suffixe latin -ensis, « qui vit dans, qui habite », lui a été donné en référence au lieu de sa découverte, la Martinique.

## Publication originale
- Strand, 1910 : Eine neue Wolfspinne von den Kleinen Antillen. Societas entomologica, vol. 25, no 5, p. 19 (texte intégral).